# Bilyard & King

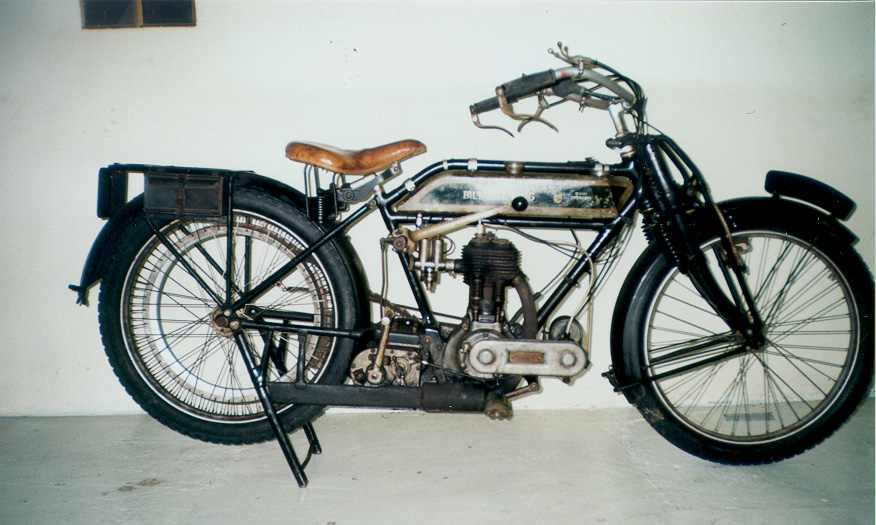
Bilyard & King 3½ pk (500 cc) 1924

Bilyard & King was een van de weinige Australische motorfietsmerken.
Bilyard & King produceerde in de jaren twintig van de 20e eeuw motorfietsen onder eigen naam, die echter zeer sterk op Triumphs leken. Bilyard & King waren dan ook Triumph-importeurs.
In Australië was (is?) het zeer moeilijk producten als auto's en motorfietsen te importeren. Daarom komt het vaak voor dat Europese en Amerikaanse producten in Australië geassembleerd worden en eventueel onder een andere merknaam worden verkocht. Mogelijk was dat bij de motorfietsen van Bilyard & King ook het geval.